# BSC Old Boys Basel
BSC Old Boys Basel is een Zwitserse voetbalclub uit Basel. De club werd in 1894 opgericht als FC Old Boys Basel. Sinds het begin van de 20e eeuw heet de club BSC, wat staat voor Basler Sportclub omdat de club naast voetbal ook andere sporten beoefent en een succesvolle atletieksectie heeft. In 1922 werd een zwemvereniging opgericht en in 1927 een tennisvereniging. Deze tennisvereniging scheurde zich in 1935 van de club af en werd de zelfstandige Tennis Club Old Boys, waar de toptennisser Roger Federer bij aangesloten is.

## Geschiedenis
De club nam deel aan het tweede kampioenschap van Zwitserland in 1898/99 en werd in de groep Centraal ingedeeld met stadsrivaal FC Basel. Na een 1-1 gelijkspel wonnen de Old Boys in de replay en plaatsen zich zo voor de finale. In de finaleronde moest de club eerst spelen tegen Lausanne FC et CC, maar omdat de spelers niet op zondag wilden spelen trokken ze zich terug. De Old Boys speelden dan de finale om de Zwitserse landstitel tegen Anglo-American Club Zürich en kreeg een 7-0 pandoering.
De volgende jaren deed de club het rustiger aan en werd in 1902/03 tweede in zijn groep achter BSC Young Boys Bern. De Young Boys werden in 1900 opgericht en inspireerden hun naam op de Old Boys. Het volgende seizoen eindigden de Old Boys en de Young Boys samen bovenaan en de Old Boys versloegen de Young Boys in een testwedstrijd met 3-2. In de finaleronde verloor de club van FC St. Gallen, maar won wel van Servette Genève en werd zo opnieuw vicekampioen. In 1904/05 was hetzelfde scenario als het jaar voorheen, maar dit keer trokken de Young Boys aan het langste eind in de testwedstrijd. Twee jaar later eindigde de club bovenaan met stadsrivaal FC Basel en verloor opnieuw in de testwedstrijd. De volgende seizoenen moest de club genoegen nemen met subtopplaatsen tot 1912/13, toen opnieuw de eerste plaats behaald werd. In de finale versloeg de club FC Aarau, maar verloor dan van Montriond Lausanne en zag opnieuw de titel aan zijn neus voorbijgaan. Het volgende seizoen werd de club laatste en moest een eindronde spelen om het behoud te verzekeren. Na een 7-0-overwinning tegen FC Baden mocht de club in eerste blijven. Twee jaar later werd de club weer groepswinnaar en speelde in de finale gelijk tegen FC Winterthur-Veltheim, en verloor van Cantonal Neuchâtel. HIerna kon de club af en toe nog een subtop plaats halen, maar naar het einde van de jaren twintig toe eindigde de club steeds vaker in de tweede tabelhelft. In 1932 degradeerde de club voor het eerst uit de hoogste afdeling en slaagde er nooit meer in om terug te keren naar het hoogste niveau.
Het volgende seizoen degradeerde de club zelfs naar de derde klasse, maar kon na één seizoen terugkeren. Maar de terugkeer was een catastrofe. De club eindigde laatste en verdween vijftig jaar lang in de anonimiteit. In 1987 slaagden de Old Boys erin om terug naar de tweede klasse te promoveren. Na één seizoen degradeerde rivaal FC Basel uit de hoogste klasse zodat de clubs weer tegen elkaar speelden. In 1991 werd de club vicekampioen. In 1994 promoveerde FC Basel terug naar de eerste klasse, terwijl de Old Boys naar derde klasse werden verwezen. De club zakte nog verder weg naar de vierde klasse, maar kon inmiddels terugpromoveren naar de derde klasse.
Sinds de eeuwwisseling komt Old Boys afwisselend uit op het derde, vierde en vijfde niveau.

## Erelijst
- Vicekampioen

1899, 1904, 1912

## Competitiedeelname
| Periode   | Niveau |
| --------- | ------ |
| 1898–1932 | I      |
| 1987–1994 | II     |
| 1994–1995 | III    |
| 1995–2008 | IV     |
| 2008–2018 | III    |
| 2018–2019 | IV     |
| 2019–     | V      |

## Eindklasseringen
| Seizoen    | №  | Clubs | Divisie               | Duels | Winst | Gelijk | Verlies | Doelsaldo | Punten | Tsch |
| ---------- | -- | ----- | --------------------- | ----- | ----- | ------ | ------- | --------- | ------ | ---- |
| 2012–2013  | 9  | 16    | Promotion League      | 30    | 10    | 7      | 13      | 42–48     | 37     | 215  |
| 2013–2014  | 13 | 16    | Promotion League      | 29    | 9     | 3      | 17      | 50–59     | 30     | 164  |
| 2014–2015  | 14 | 16    | Promotion League      | 30    | 8     | 7      | 15      | 42–52     | 31     | 181  |
| 2015–2016  | 5  | 16    | Promotion League      | 30    | 15    | 4      | 11      | 60–49     | 49     | 241  |
| 2016–2017  | 12 | 16    | Promotion League      | 30    | 9     | 7      | 14      | 45–46     | 34     | 209  |
| 2017–2018  | 14 | 16    | Promotion League      | 30    | 8     | 7      | 15      | 48–61     | 31     | 179  |
| 2018–2019  | 14 | 14    | 1. Liga               | 26    | 4     | 5      | 17      | 34–58     | 17     | 158  |
| 2019–2020a | 3  | 14    | 2. Liga Interregional | 13    | 8     | 1      | 4       | 30–20     | 25     | 149  |
| 2020–2021a | 7  | 14    | 2. Liga Interregional | 13    | 5     | 3      | 5       | 29–28     | 18     | 149  |

a In de seizoenen 2019/20 en 2020/21 werd er slechts een halve competitie gespeeld vanwege de coronacrisis.

## Bekende (oud-)spelers
- Marcel Adam
- Aaron Pollitz
- Michel van Oostrum